# Whiteface Mountain
Whiteface Mountain är det femte högsta berget i New York, och en av de högre bergstopparna bland Adirondack Mountains. Berget är avskilt från de flesta andra högre topparna, och från toppen kan man se i alla riktningar ut över Adirondack Mountains. Under klara dagar går det också ofta även att se glimtar av Vermont och Kanada. Berget ligger vid staden Wilmington (omkring 21 kilometer från Lake Placid) och här finns ett skidområde med den högsta fallhöjden i östra USA (1 045 m). Fritidsskidåkningen ökade i popularitet under åren efter andra världskriget kan delvis hänföras till insatser av USA:s armés 10:e bergsdivision. Vid Whiteface Mountains hölls också alpin skidåkning vid olympiska vinterspelen 1980. Berget är unikt bland High Peaks, då toppen utvecklats och kan under vissa delar av året nås med bil.
Whiteface Castle och Whiteface Mountain Veterans Memorial Highway byggdes som arbetsmarknadspolitiska åtgärder under stora depressionen, projekt som liknande New Deals Works Progress Administration (WPA). Betalvägen började byggas 1929, vilket krävt ett tillägg i delstatskonstitutionen, och vid ceremonin för påbörjandet av bygget medverkade New Yorks dåvarande delstatsguvernör Franklin D. Roosevelt. Kostnaderna uppmättes till 1,2 miljoner amerikanska dollar och vägen avslutas inom 300 vertikala meter (90 m) innan toppen. Körbanan är åtta kilometer lång och har en genomsnittlig stigning på 8%. Vägen öppnades den 20 juli 1935 i en ceremoni med Roosevelt, då USA:s president, och fick då namnet "Whiteface Mountain Veterans Memorial Highway" för att hedra veteranerna från första världskriget.
Whiteface Castle, som byggdes med granit, och där utgrävningar gjordes under vägbygget, dominerar området. Från den angränsande parkeringsplatsen finns två vägar mot toppen. Den första är Stairway Ridge Trail, en gångstig med ledstänger och återkommande cement- och stensteg, vilken uppskattas vara 120 meter lång. Den andra är en 129 meter lång tunnel in i bergets kärna. Där tunneln tar slut tar en hiss vid, och i den kan man åka 84 meter, eller motsvarande ungefär 27 våningar upp till toppen. 

## Whiteface Ski Resort

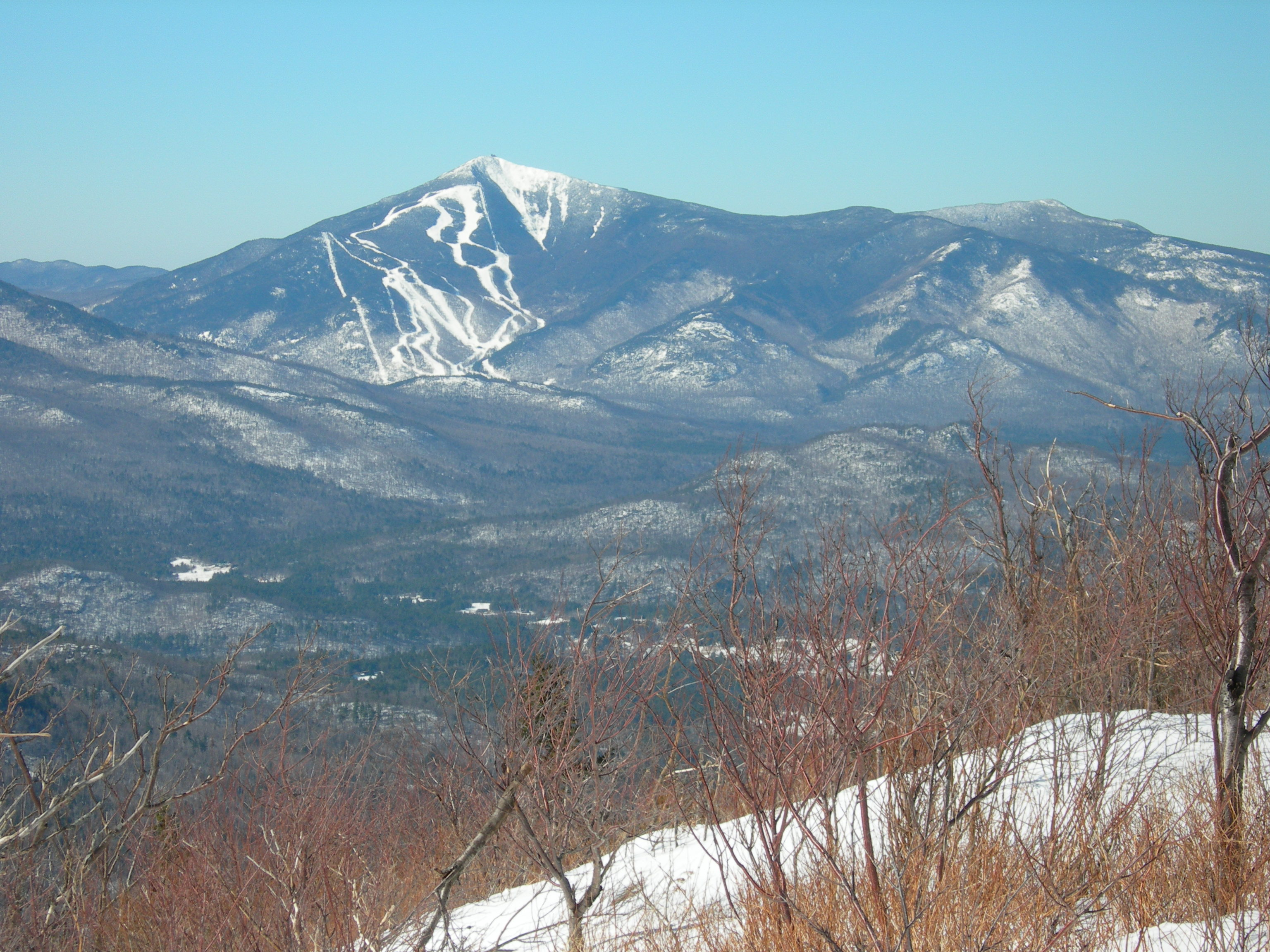
Whiteface Mt. och Esther Mt. sedda från Jay Mt. ridge

Skidområdet styrs av Olympic Regional Development Authority. Det finns både skidliftar och en vandringsled. Man kan också färdas med gondolbana, stollift och rullband. Under sommaren erbjuds turer med gondolbanan eller cykling på mountainbike.

### Fotnoter
1. ↑  Lasse Sandlin (19 februari 1999). ”Stenmarks första  OS-guld i Lake Placid”. Aftonbladet sport. http://wwwc.aftonbladet.se/arhundradets/dagar/990219.html. Läst 25 mars 2016.